# Cojumatlán de Régules (kommun)
Cojumatlán de Régules är en kommun i Mexiko.   Den ligger i delstaten Michoacán de Ocampo, i den centrala delen av landet, 400 km väster om huvudstaden Mexico City.
Följande samhällen finns i Cojumatlán de Régules:
- Cojumatlán de Régules
- Petatán
- El Nogal